# Maria Blumencron
Maria Blumencron (née le 9 novembre 1965 à Vienne en Autriche) est une journaliste, réalisatrice et actrice autrichienne.

## Biographie
En avril 2000, Maria Blumencron accompagna six enfants tibétains : Chime, Dolker, Little Pema, Dhondup, Tamding et Lhakpa, âgés de 8 à 12 ans lors de leur dangereuse fuite à travers l’Himalaya. Comme près de 1 000 chaque année, ils quittèrent le Tibet accompagné d'un moine pour rejoindre le Népal, puis les écoles tibétaines en Inde où résident le dalaï-lama et une importante diaspora tibétaine. Ils durent lutter contre le froid, la fatigue, franchir un col à une altitude de près de 6 000 mètres, avec le risque d’être arrêtés, voire abattus, par la police chinoise et la souffrance d'avoir quitté leurs parents.
Cette expérience la bouleversa et l'amena à partager sa vie entre Dharamsala en Inde, où est réfugié une partie de la diaspora tibétaine, et Cologne, en Allemagne.

## Filmographie
- 2007 : La fuite à travers l'Himalaya - Les enfants du Tibet sur le chemin de l'exil (documentaire)
- 2012 : Escape from Tibet
- 2012 : Fuite à travers l'Himalaya, 2012

## Publications
- La fuite à travers l'Himalaya : Les enfants du Tibet sur le chemin de l'exil, traduit de l’allemand par Agnès Boucher, Glénat, 2007,  (ISBN 2723460789)